# Mário João
Mário João Sousa Alves (Barreiro, 6 giugno 1935) è un ex calciatore portoghese, di ruolo difensore, incluso nella Hall of Fame del Benfica.

## Carriera

### Benfica
Giocò cinque stagioni, tra il 57-58 e il 61-62: collezionò 118 presenze, 48 come difensore laterale destro e 45 come laterale sinistro, segnando 4 reti. Entrò a far parte del settore giovanile del club nel 1955-56, nella categoria Aspirantes (giovanili del Benfica).
Il 2 febbraio 1958, in un incontro del campionato nazionale con il Lusitano di Évora disputato allo Stadio da Luz, Otto Glória decise di attuare svariate modifiche agli schemi della squadra, impiegando Mário João come mediano sinistro titolare. Nel 1959-1960, con Béla Gutmann alla guida del club, Mário João disputò una stagione molto positiva, considerata la migliore della sua carriera, giocando come difensore su entrambe le fasce.
Passò alla storia disputando le due finali di Coppa dei Campioni vinte dal Benfica. Grazie al suo stile energico e deciso, riusciva a neutralizzare del tutto l'avversario che marcava. Era generoso, tenace e combattivo.
Nella finale del 1962 si mise in evidenza per i suoi interventi decisi in anticipo, rivelandosi assai efficace nell'annullare i rapidi giocatori del Real Madrid. Oltre al doppio titolo europeo vinse due campionati portoghesi e due coppe nazionali.
Nel 1963 ritorna nella sua città natale, Barreiro. Gioca fino al 1968 nel Fabril do Barreiro. Nel 1968 si ritira dal calcio giocato.

### Nazionale
Giocò 3 partite con la maglia della Nazionale portoghese senza realizzare reti.

## Palmarès

### Club

#### Nazionale
- Campionato portoghese: 2

Benfica: 1959-1960, 1960-1961
- Coppa di Portogallo: 2

Benfica: 1958-1959, 1961-1962

#### Internazionale
- Coppa dei Campioni: 2

Benfica: 1960-1961, 1961-1962